# Triadelphia
Triadelphia – miasto w Stanach Zjednoczonych, w stanie Wirginia Zachodnia, w hrabstwie Ohio.